# John Bosman
Johannes "John" Jacobus Bosman (* 1. únor 1965, Bovenkerk) je bývalý nizozemský fotbalista. Nastupoval povětšinou na postu útočníka.
S nizozemskou reprezentací vyhrál Mistrovství Evropy 1988, nastoupil na šampionátu ke dvěma utkáním. Zúčastnil se též Mistrovství světa 1994, ovšem do bojů nezasáhl.
V národním týmu odehrál celkem 30 utkání, v nich vstřelil 17 branek.
S Ajaxem Amsterdam vyhrál Pohár vítězů pohárů 1986/87. V dresu belgického KV Mechelen vybojoval Superpohár UEFA 1988.
Ve vítězné sezóně 1986/87 se s osmi góly stal též nejlepším střelcem Poháru vítězů. Celkem odehrál v evropských pohárech 67 utkání, v nichž nstřílel 26 branek.
Nasbíral 6 mistrovských titulů. Má dva tituly mistra Nizozemska, první získal s Ajaxem (1984/85), druhý s PSV Eindhoven (1990/91). Čtyřikrát pak vyhrál ligu belgickou, jednou s Mechelenem (1988/89), třikrát s Anderlechtem Brusel (1992/93, 1993/94, 1994/95). S Ajaxem zvedl nad hlavu dva nizozemské poháry (1985/86, 1986/87), s Anderlechtem jeden belgický (1993/94). Krom výše uvedených klubů působil v nizozemské nejvyšší soutěži také v dresu Twente Enschede a AZ Alkmaar.